# Coleophora ledi
Coleophora ledi é uma espécie de mariposa do gênero Coleophora pertencente à família Coleophoridae.